# アンティグア・バーブーダの国章
アンティグア・バーブーダの国章（アンティグア・バーブーダのこくしょう）は、1966年にゴードン・クリストファーによってデザインされ、1967年2月16日に正式に採用された。国章のシンボルはアンティグア・バーブーダの国旗よりも複雑だが、多くの要素が類似している。
国章の最上部には、島で採れるパイナップルが描かれている。盾の周りにも様々な植物が見られるが、全てこの国に豊富にあるもので、赤いハイビスカス、サトウキビ、ユッカが描かれている。盾を支えているのは、島の自然を象徴する2匹の鹿である。
盾には、国旗にも描かれている、太陽が青と白の海から昇る場面が描かれている。太陽は新しい始まりを象徴し、黒い背景は国民の多くがアフリカ出身であることを表している。盾の下部、描かれた海の前には、模式的な製糖所が描かれている。
国章の最下部には、国の標語である「Each endeavouring, all achieving（各々の努力が全体の成功へ）」という言葉が書かれたリボンが置かれている。